# Emidio Campi
Emidio Campi (* 30. September 1943 in Italien) ist ein italienisch-schweizerischer evangelisch-reformierter Theologe, Pfarrer, Kirchenhistoriker, Professor für Kirchen- und Dogmengeschichte von der Reformationszeit bis zur Gegenwart und Direktor des Instituts für Schweizerische Reformationsgeschichte der Universität Zürich. 

## Leben
Campi studierte 1963 bis 1968 an der Theologischen Fakultät der Waldenser in Rom. 1968 bis 1969 studierte er an der Universität Tübingen Theologie und Geschichte. 1970 erhielt er in Rom seinen Master der Theologie. 1970 bis 1973 absolvierte er in Tübingen und an der Evangelisch-Theologischen Comenius-Fakultät in Prag seine Doktorstudien in Theologie und Geschichte. 1974 bis 1976 war er europäischer Sekretär der World Student Christian Federation in Genf. 1976 erhielt von der Comenius-Fakultät den Doktor in Theologie. 1977 bis 1983 war er Generalsekretär der World Student Christian Federation. 1984 bis 1988 war er Pastor der Waldenserkirche in Florenz. Daneben unterrichtete er 1985 bis 1986 als Gastprofessor an der Universität in Ferrara und 1987 bis 1988 in Mailand.
1989 habilitierte er an der Universität Zürich in Kirchengeschichte. 1989 bis 1995 war er Privatdozent für Kirchengeschichte, 1996 bis 1998 Extraordinarius an der Universität Zürich. 1999 bis 2009 war er Ordinarius für Kirchengeschichte und Direktor des Instituts für Schweizerische Reformationsgeschichte. Seit 1. August 2009 ist er emeritiert, seither hat er kürzere Gastprofessuren in Montreal, Beirut, Buenos Aires, Lincoln (Nebraska), Grand Rapids, New York, Genua, Modena und in Seoul übernommen.
Als Kirchenhistoriker ist er ein Spezialist für die Reformation in Italien und in der Schweiz, und er hat über Johannes Calvin, Peter Martyr Vermigli, Huldrich Zwingli, Heinrich Bullinger und weitere Reformatoren geforscht und publiziert.
Er war Mitherausgeber von The Peter Martyr Library, den Reformierten Bekenntnisschriften, Zwingliana, Reformation and Renaissance Review, Bollettino della Società di Studi Valdesi, Zürcher Beiträge zur Reformationsgeschichte, Giovanni Calvino opere scelte, Stati inu obstati: revija za vprasanja protestantizma Ljubljana, Reformed Historical Theology und Studies in Early Modern Religious Reforms.
Campi ist verheiratet, er hat vier erwachsene Kinder und wohnt in Baden AG.

## Mitgliedschaften
Campi war und ist Mitglied von Forschungsgremien wie Council member of Sixteenth Century Society and Conference (USA), Société de l’histoire du protestantisme français (Paris), Società di Studi Valdesi (Torre Pellice), Centre for Renaissance Studies (Universität Zürich), International Congress on Calvin Research, Société européenne de culture (Venedig), Société Suisse de Théologie, Schweizerische Reformationsstiftung (Zürich), Peter Martyr Vermigli Society, Centre for Research on Religion (McGill University), Evangelische Kirchenordnungen des XVI. Jahrhunderts der Heidelberger Akademie der Wissenschaften.

## Ehrungen
- 2009 Ehrendoktor des Presbyterianischen College an der McGill University in Montreal

## Publikationen (Auswahl)
- Zwingli und Maria. Eine reformationsgeschichtliche Studie. Theologischer Verlag Zürich, Zürich 1997, ISBN 978-3-290-10983-7.
- Shifting patterns of reformed tradition. Vandenhoeck & Ruprecht, Göttingen 2014, ISBN 978-3-525-55065-6.

Herausgeberschaften
- mit Detlef Roth und Peter Stolz: Heinrich Bullinger, Schriften. Band 1, Theologischer Verlag Zürich, Zürich 2004, ISBN 978-3-290-17281-7.
- mit Detlef Roth und Peter Stolz: Heinrich Bullinger, Schriften. Band 2, Theologischer Verlag Zürich, Zürich 2006, ISBN 978-3-290-17282-4.
- mit Detlef Roth und Peter Stolz: Heinrich Bullinger, Schriften. Band 3, Theologischer Verlag Zürich, Zürich 2006, ISBN 978-3-290-17283-1.
- mit Detlef Roth und Peter Stolz: Heinrich Bullinger, Schriften. Band 4, Theologischer Verlag Zürich, Zürich 2006, ISBN 978-3-290-17284-8.
- mit Detlef Roth und Peter Stolz: Heinrich Bullinger, Schriften. Band 5, Theologischer Verlag Zürich, Zürich 2006, ISBN 978-3-290-17285-5.
- mit Detlef Roth und Peter Stolz: Heinrich Bullinger, Schriften. Band 6, Theologischer Verlag Zürich, Zürich 2006, ISBN 978-3-290-17286-2.
- mit Detlef Roth und Peter Stolz: Heinrich Bullinger, Schriften. Band 7 und Registerband, Theologischer Verlag Zürich, Zürich 2007, ISBN 978-3-290-17287-9.
- mit Peter Opitz: Heinrich Bullinger, Life – Thought – Influence. Zürich 2004; International Congress Heinrich Bullinger (1504–1575) (= Zürcher Beiträge zur Reformationsgeschichte, Band 24, Theologischer Verlag Zürich, Zürich 2007, ISBN 978-3-290-17387-6).
- mit Christian Moser und Ralph Kunz: Alexander Schweizer (1808–1888) und seine Zeit. Theologischer Verlag Zürich, Zürich 2008, ISBN 978-3-290-17493-4.
- Heinrich Bullinger. Dritte Abteilung: Theologische Schriften. Band 4: De scripturae sanctae authoritate deque episcoporum institutione et functione. Theologischer Verlag Zürich, Zürich 2009, ISBN 978-3-290-17526-9.
- mit Ruedi Reich: Consensus Tigurinus. Heinrich Bullinger und Johannes Calvin über das Abendmahl. Theologischer Verlag Zürich, Zürich, ISBN 978-3-290-17515-3.
- mit Philipp Wälchli: Zürcher Kirchenordnungen 1520–1675. Theologischer Verlag Zürich, Zürich 2011, ISBN 978-3-290-17598-6.
- mit Peter Opitz und Konrad Schmid: Johannes Calvin und die kulturelle Prägekraft des Protestantismus. Vdf und Theologischer Verlag Zürich, Zürich, 2012, ISBN 978-3-290-17631-0.
- mit Philipp Wälchli: Basler Kirchenordnungen 1528–1675. Theologischer Verlag Zürich, Zürich 2012, ISBN 978-3-290-17629-7.